# Mark Margolis
Mark Margolis (Philadelphia (Pennsylvania), 26 november 1939 – New York, 3 augustus 2023) was een Amerikaans acteur.

## Biografie
Margolis studeerde aan de Temple University in Philadelphia, Pennsylvania en ging daarna naar New York om drama te studeren aan de Actors Studio. In de jaren 60 richtte hij het Avant-garde-theatergezelschap Blue Dome op. Ze brachten producties over heel de Verenigde Staten in universiteiten en hogescholen.
Margolis begon in 1976 met acteren in de film The Other Side of Victory. Hierna heeft hij nog meer dan 150 rollen gespeeld in films en televisieseries zoals Dressed to Kill (1980), Scarface (1983), The Equalizer (1985-1989), Santa Barbara (1990), Pi (1998), The Thomas Crown Affair (1999), Hannibal (2001), Oz (1998-2003), The Fountain (2006), Gone Baby Gone (2007), Black Swan (2010), Breaking Bad (2009-2012) en Better Call Saul (2016-2022). Voor zijn rol van de misdaadbaas Hector "Tio" Salamanca in Breaking Bad kreeg hij in 2012 een Emmy-nominatie voor beste gastacteur in een dramaserie.
Margolis heeft eenmaal op Broadway gespeeld, in 1982 speelde hij in het toneelstuk The World of Sholom Aleichem. Off-Broadway speelde hij mee in meer dan 50 theaterstukken, onder meer in Uncle Sam en The Golem.
Margolis was getrouwd en kreeg een zoon. Hij overleed op 83-jarige leeftijd na een kort ziekbed.

## Filmografie

### Films
Selectie:
- 2022 Broken Soldier - als Grootvader
- 2016 My Big Fat Greek Wedding 2 - als Panos
- 2015 Nasty Baby – als Richard
- 2014 Noah – als Magog (stem)
- 2012 Stand Up Guys – als Claphands
- 2011 Immortals – als de nieuwe priester
- 2010 Black Swan – als mr. Fithian
- 2008 Defiance – als Joodse juwelier
- 2008 The Wrestler – als Lenny
- 2007 Gone Baby Gone – als Leon Trett
- 2006 The Fountain – als pastoor Avila
- 2006 Still Life – als Morty
- 2005 Stay – als zakenman
- 2003 Daredevil – als Fallon
- 2001 The Tailor of Panama – als Rafi Domingo
- 2001 Hannibal – als parfum expert
- 2000 Requiem for a Dream – als mr. Rabinowitz
- 1999 Jakob the Liar – als Fajngold
- 1999 Flawless – als Vinnie
- 1999 End of Days – als Pope
- 1999 Mickey Blue Eyes – als Gene Morgansen
- 1999 The Thomas Crown Affair – als Heinrich Knutzhorn
- 1998 Pi – als Sol Robeson
- 1997 Absolute Power – als Red Brandsford
- 1996 The Pallbearer – als Philip DeMarco
- 1994 Ace Ventura: Pet Detective – als mr. Shickadance
- 1992 Conquest of Paradise – als Francisco de Bobadilla
- 1990 Delta Force 2: The Colombian Connection – als Gen. Olmedo
- 1989 Glory – als soldaat
- 1987 The Bedroom Window – als man in telefooncel
- 1984 The Cotton Club – als Charlie Workman
- 1983 Scarface – als Alberto The Shadow
- 1982 Diner - als Earl Mager
- 1980 Dressed to Kill – als patiënt in Bellvue ziekenhuis
- 1979 Going in Style - als gevangenisbewaker
- 1976 The Opening of Misty Beethoven – als ontevreden passagier in vliegtuig

### Televisieseries
Uitgezonderd eenmalige gastrollen.
- 2023 Your Honor – als Carmine Conti – 5 afl.
- 2016 – 2022 Better Call Saul – als Hector Salamanca – 22 afl.
- 2015 The Affair – als Arthur Solloway – 2 afl.
- 2015 Gotham – als Paul Cicero – 2 afl.
- 2012 American Horror Story – als Sam Goodman – 3 afl.
- 2012 Fairly Legal – als Ian Saunders – 2 afl.
- 2011 – 2012 Person of Interest – als Gianni Moretti – 3 afl.
- 2009 – 2011 Breaking Bad – als Hector Salamanca – 8 afl.
- 2011 Mildred Pierce – als mr. Chris – 2 afl.
- 2011 Blue Bloods – als Whitey Brennan – 2 afl.
- 2009 Kings – als Premier Shaw – 2 afl.
- 2007 The Black Donnellys – als Sal Minetta – 2 afl.
- 2006 Waterfront – als Sal Trovotelli – 4 afl.
- 2003 – 2004 Ed – als Sal Mazula – 2 afl.
- 1998 – 2003 Oz – als Antonio Nappa – 10 afl.
- 2002 Hack – als Nicolai Zosimov – 4 afl.
- 1997 – 2000 Prince Street – als ?? - 6 afl.
- 1994 The Guiding Light – als Harry Jones - ? afl.
- 1990 Santa Barbara – als Helmut Dieter - ? afl.
- 1985 – 1989 The Equalizer – als Jimmy – 16 afl.

### Computerspellen
- 2003 Manhunt – als Tramp

- Bibsys: 2051791
- Bibliothèque nationale de France: cb14203220z (data)
- CiNii: DA13518158
- Gemeinsame Normdatei: 173744753
- International Standard Name Identifier: 0000 0000 8378 025X
- Library of Congress Control Number: no99060828
- Nationale Bibliotheek van Israël: 987007324747005171
- Nederlandse Thesaurus van Auteursnamen: 410349909
- Système universitaire de documentation: 070706638
- Virtual International Authority File: 44510578
- WorldCat: E39PBJjMxmPtqRW6WGwqYCChHC